# Lanloup
Lanloup (bret. Sant-Loup) – miejscowość i gmina we Francji, w regionie Bretania, w departamencie Côtes-d’Armor.
Według danych na rok 1990 gminę zamieszkiwało 195 osób, a gęstość zaludnienia wynosiła 80 osób/km² (wśród 1269 gmin Bretanii Lanloup plasuje się na 996. miejscu pod względem liczby ludności, natomiast pod względem powierzchni na miejscu 1084.).